# Nəzakət Əzizova
Nəzakət Əzizova (ur. 21 czerwca 1997) – azerska judoczka.
Uczestniczka mistrzostw świata w 2017. Srebrna medalistka igrzysk solidarności islamskiej w 2017 roku, indywidualnie i drużynowo. Trzecia na MŚ i ME juniorów w 2017 roku.